# موریس کولن
موریس کولن (به فرانسوی: Maurice Colin) نویسنده و مترجم قرن بیستم میلادی اهل فرانسه است.